# توازن NO/ROS
توازن NO/ROS هوَ التوازن الحاصل في الدم/سائل الجسم بينَ أحادي أكسيد النيتروجين (NO) وَأنواع الأكسجين التفاعلية (ROS)، ويحدث اضطراب في هذا التوازن في أمراض القلب والأوعية الدموية مِثل ارتفاع ضغط الدم.